# Амеронген (замок)
Замок Амеронген (нидерл. Kasteel Amerongen) — здание конца XVII века, построенное на месте средневекового замка в деревне Амеронген (провинция Утрехт). В комплекс входят и отреставрированные остатки ранних защитных сооружений.
Строительство замка и укреплений началось братьями Борре в июле 1286 года по разрешению Флориса V. Месторасположение было вблизи торговых путей. Замок стоял у берега Рейна, где было развито судоходство. В 1427 году герцог Гельдернский захватил и разрушил его, но после замок был восстановлен. В 1672 году («год бедствий») в Голландскую войну замок был ограблен и сожжён французами. Однако уже к концу XVII века был восстановлен в стиле голландского классицизма.
В XIX веке замок в основном пустовал, но в 1879 году его приобрёл Godard graaf van Aldenburg. К реконструкции он пригласил известного нидерландского архитектора Питера Кёйперса.
Вильгельм II, бежавший из Германии в 1918 году, сперва поселился в замке Амеронген. Но в 1920 году он переехал во дворец Дорн, где прожил до своей смерти в 1941 году.
С 1977 года состояние замка поддерживает фонд. Современный интерьер напоминает состояние 1940 года, когда в нём умер граф ван Альденбург.
Замок Амеронген включён в Топ-100 мест культурного наследия Нидерландов.
В 2011 году Питер Гринуэй и Саския Боддеке сняли фильм, где был показан день из жизни замка — 21 июня 1680 года.

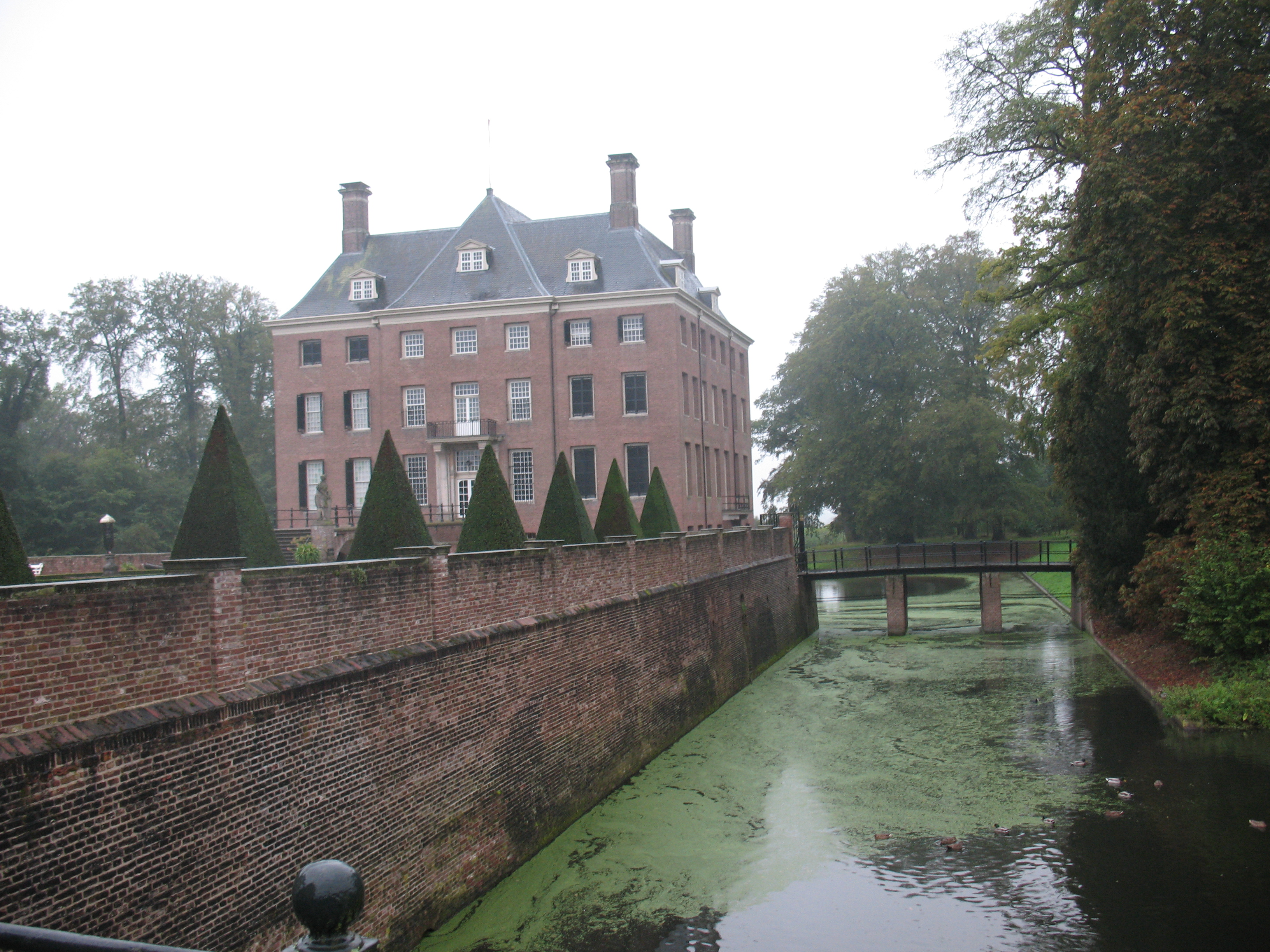
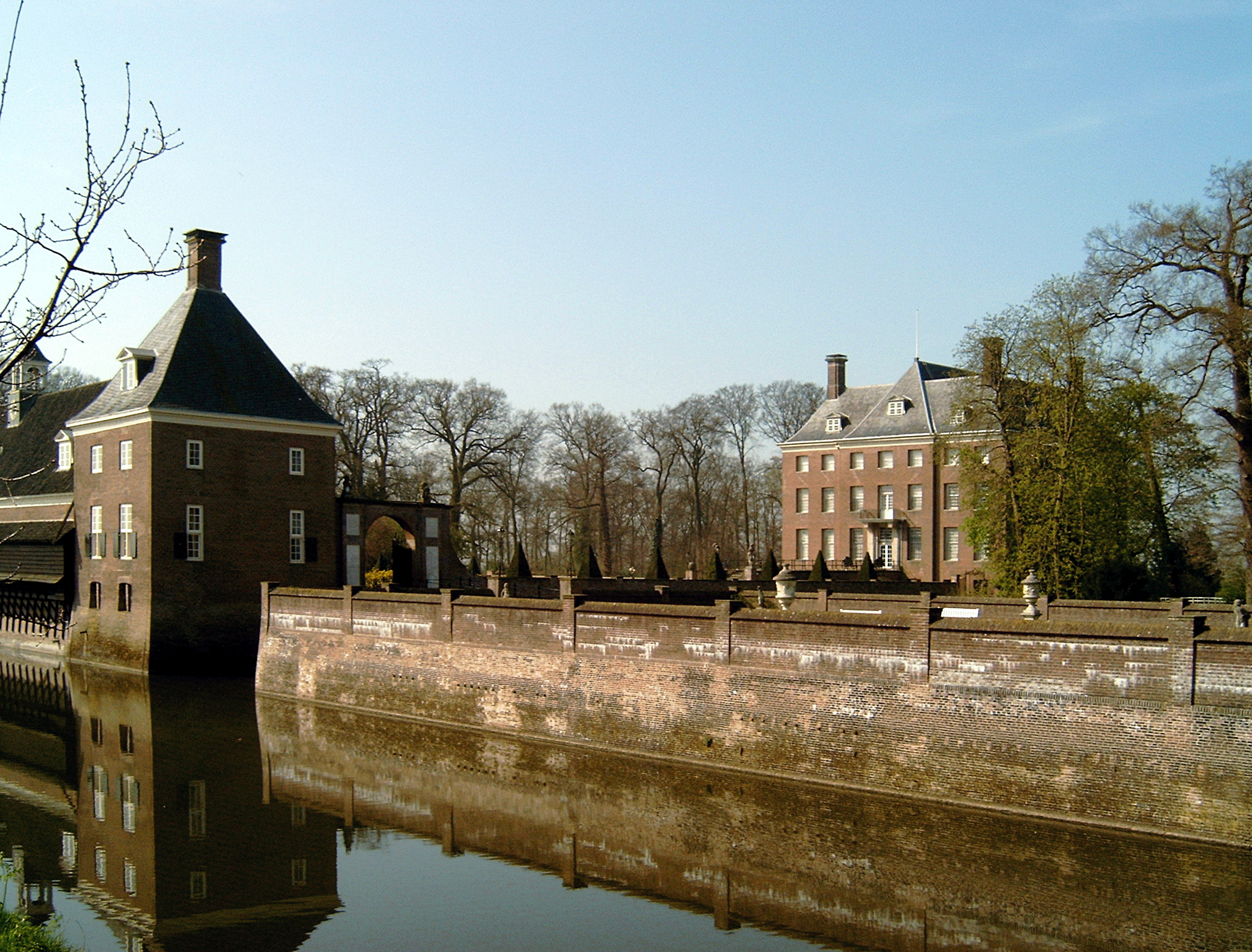
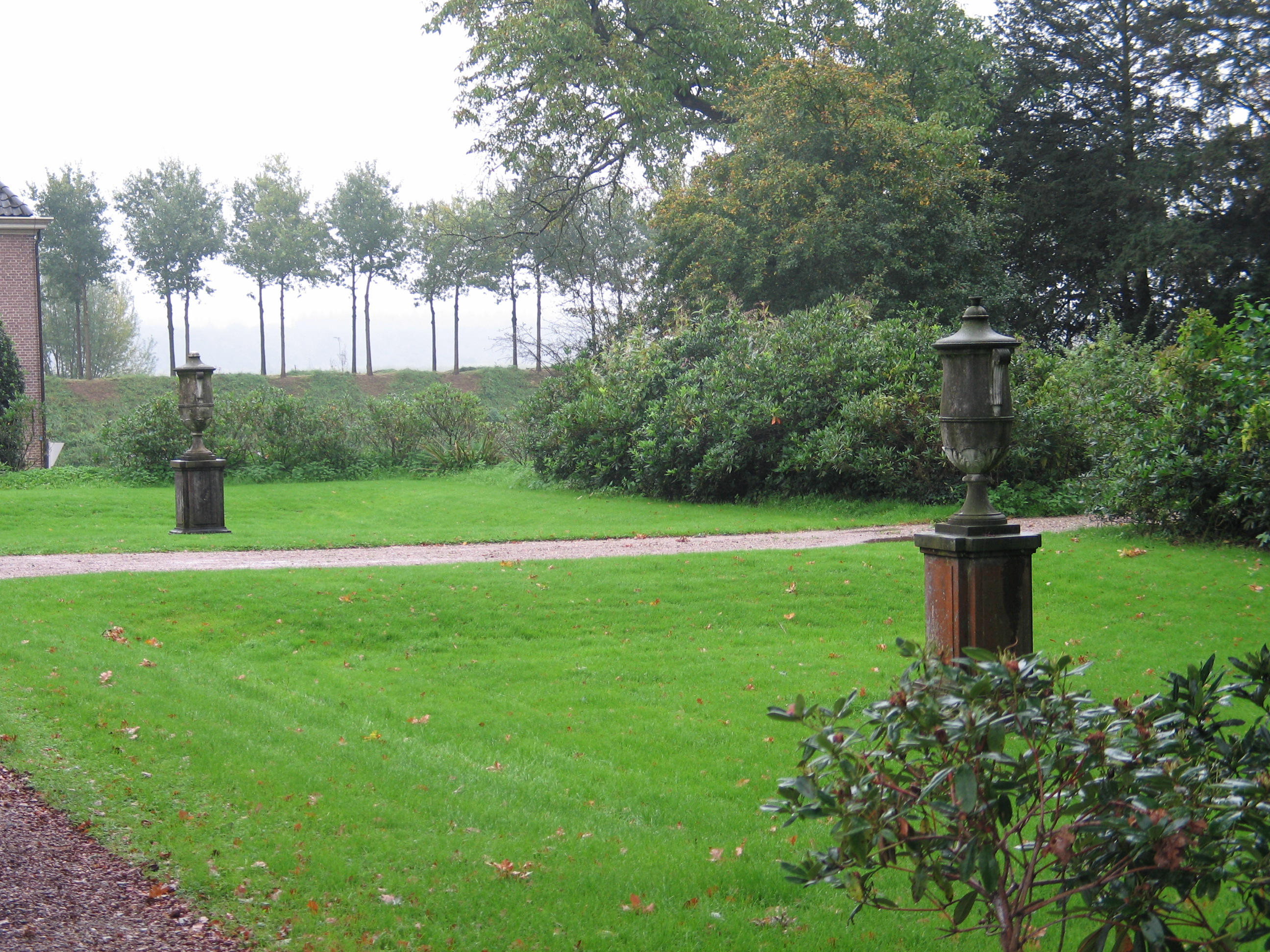
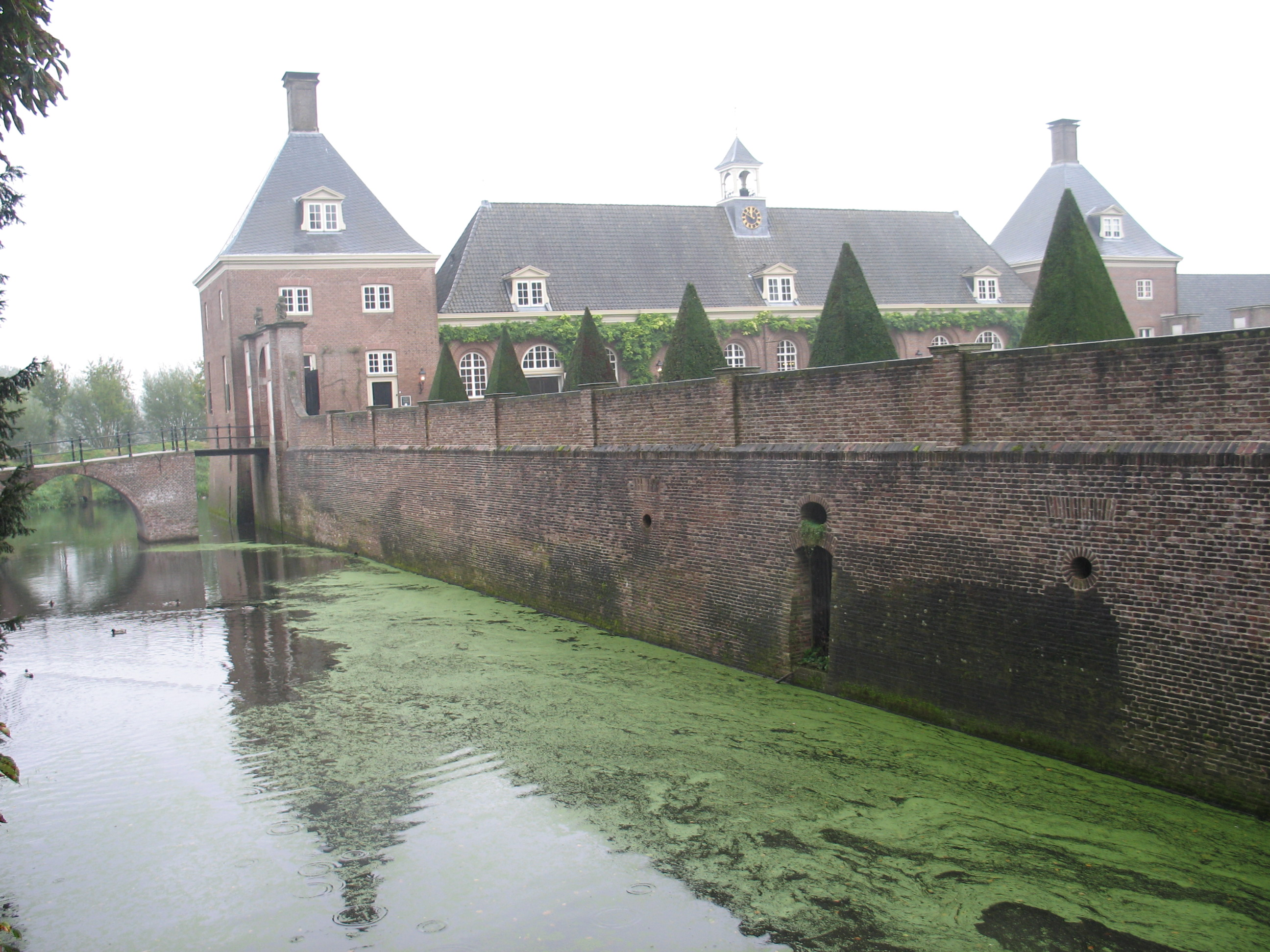